# Yacimiento arqueológico de Fuente Álamo (Cuevas del Almanzora)
El yacimiento arqueológico de Fuente Álamo  pertenece a la cultura argárica y está situado en el municipio de Cuevas del Almanzora, Almería, España, en las estribaciones de la sierra de Almagro. Rodeado por montañas, este antiguo asentamiento está estratégicamente situado para controlar el acceso a la ruta de la sierra, desde el Valle del Almanzora, donde se ha podido constatar la existencia de un paisaje mucho más productivo de lo que es actualmente. Los datos que puede ofrecer Fuente Álamo para aumentar el conocimiento sobre el desarrollo de las comunidades argáricas y la continuación del poblamiento en épocas posteriores, hacen necesaria su protección a través de la declaración de Bien de Interés Cultural como Zona Arqueológica.

## Interés arqueológico
Lo primero que nos muestra es la irrupción de unas comunidades de economía básicamente agrícola en la montaña y por lo tanto un primer paso en el proceso de adaptación de aquellas comunidades a un entorno serrano. 
A través de las investigaciones realizadas en Fuente Álamo, se ha demostrado que formaba parte de una organización compleja, en la que los poblados se construían en función del centro metalúrgico, siendo una de sus funciones, la conexión de las riquezas minerales de la serranía con los modos de vida de la vega. 
Las primeras noticias e investigaciones fueron realizadas por los hermanos Siret, no reanudándose las excavaciones hasta los años 1977 y 1979, cuyos resultados han sido conocidos a través de diversas publicaciones.

## Descripción
Se han documentado 20 fases estatigráficas que se encuentran asociadas a diversos horizontes de ocupación, representadas por diversas construcciones arquitectónicas, claramente diferenciadas y superpuestas entre sí. Que demuestran la existencia de una secuencia cultural que abarcaría desde el Bronce argárico antiguo hasta el Bronce tardío, cuya ocupación continuaría en época íbero-romana y medieval.
En Fuente Álamo la cima del cerro está fortificada, y en tiempos argáricos, siempre fue utilizada para el emplazamiento de «monumentos destacados», con muy pocas estructuras utilizadas como lugar de habitación y sepulturas de carácter ostentoso.
Las casas de habitación, ocupadas por el grueso de la población se extendían por las terrazas escalonadas en las laderas meridionales del cerro. 
Asimismo, se han localizado cinco construcciones macizas de planta circular, que parecen tener una función económica, y una gran cisterna utilizada hasta el Bronce Tardío y reutilizada en época íbero-romana. 
Se han documentado cinco tipos de enterramiento, representativos de la cultura argárica, que evidencian el proceso evolutivo de la misma. Las diferencias se aprecian entre los enterramientos más antiguos en cuevas artificiales y cistas con dromos de acceso; siendo más recientes los enterramientos en urnas (pithoi y en cistas. El ritual funerario de los primeros momentos demuestra la implantación de una sociedad cuyo núcleo principal era la familia; mientras que, en momentos posteriores, se demuestra la existencia de un papel mayor del individuo. 
Los materiales localizados demuestran: 
- Que no se ha desarrollado una explotación agrícola intensiva, pero sí existen indicativos del consumo de granos.
- La inexistencia de un desarrollo metalúrgico «in situ», aunque se elaboran objetos metálicos tipológicamente limitados.
- Las diferencias tipológicas documentan los cambios ocurridos en los usos y costumbres del poblamiento.